# A-Plus
Adam Carter (ur. 10 maja 1975) – amerykański raper i producent występujący pod pseudonimem A-Plus. Jest jednym z założycieli kalifornijskiej undergroundowej grupy rapowej, Souls of Mischief. Razem z Souls of Mischief jest częścią ośmioosobowego alternatywnego kolektywu, Hieroglyphics.

## Biografia
Rodzina Carter'a jest pochodzenia jamajskiego. On sam urodził się w Denver w stanie Kolorado, w wieku 5 lat przeprowadził się z rodzicami do Oakland w Kalifornii. Gdy był w przedszkolu poznał przyszłego członka grupy Hieroglyphics- Casual'a, a gdy ucząszczał do szkoły podstawowej Tajai'a, który w przyszłości został członkiem Souls of Mischief. Jeszcze będąc w liceum wraz ze swoimi przyjaciółmi (Phesto, Opio, Tajai i Casual) utworzył Souls of Mischief i już we wrześniu 1993 roku ukazał się ich pierwszy album pod tytułem ,,93 'til Infinity", wyprodukowany przez Jive Records. Jednak dopiero w 2007 roku wydał swój pierwszy solowy album ,,My Last Good Deed". Najpopularniejszy utwór Cartera ,,93 'til Infinity" osiągnął aż 203 773 086 odsłuchań, na platformie Spotify. Średnio grupy, z którymi tworzył zdobywają miesięcznie około miliona słuchaczy na tej samej platformie.

## Dyskografia

### Albumy wydane wraz z Souls of Mischief
- „93 'til Infinity” (1993)
- „No Man's Land” (1995)
- „Focus” (1998)
- „Trilogy: Conflict, Climax, Resolution” (2000)
- „Montezuma's Revenge” (2009)
- „Adrian Younge Presents: There Is Only Now” (2014)

### Albumy wyprodukowane wraz z Hieroglyphics
- „3rd Eye Vision” (1998)
- „Full Circle” (2003)
- „You Never Knew 12”” (2004)
- „Over Time” (2007)
- „The Kitchen” (2013)

### Solowe albumy
- „My Last Good Deed” (2007)
- „Pepper Spray (EP)” (2011)
- „Molly's Dirty Water” (2014)